# Automeris pomifera
Automeris pomifera är en fjärilsart som beskrevs av William Schaus 1906. Automeris pomifera ingår i släktet Automeris och familjen påfågelsspinnare. Inga underarter finns listade i Catalogue of Life.